# Custer County, Idaho
Custer County är ett administrativt område i delstaten Idaho, USA, med 4 368 invånare (2010). Den administrativa huvudorten (county seat) är Challis. 

## Geografi
Enligt United States Census Bureau så har countyt en total area på 12 786 km². 12 757 km² av den arean är land och 29 km² är vatten. 

### Angränsande countyn

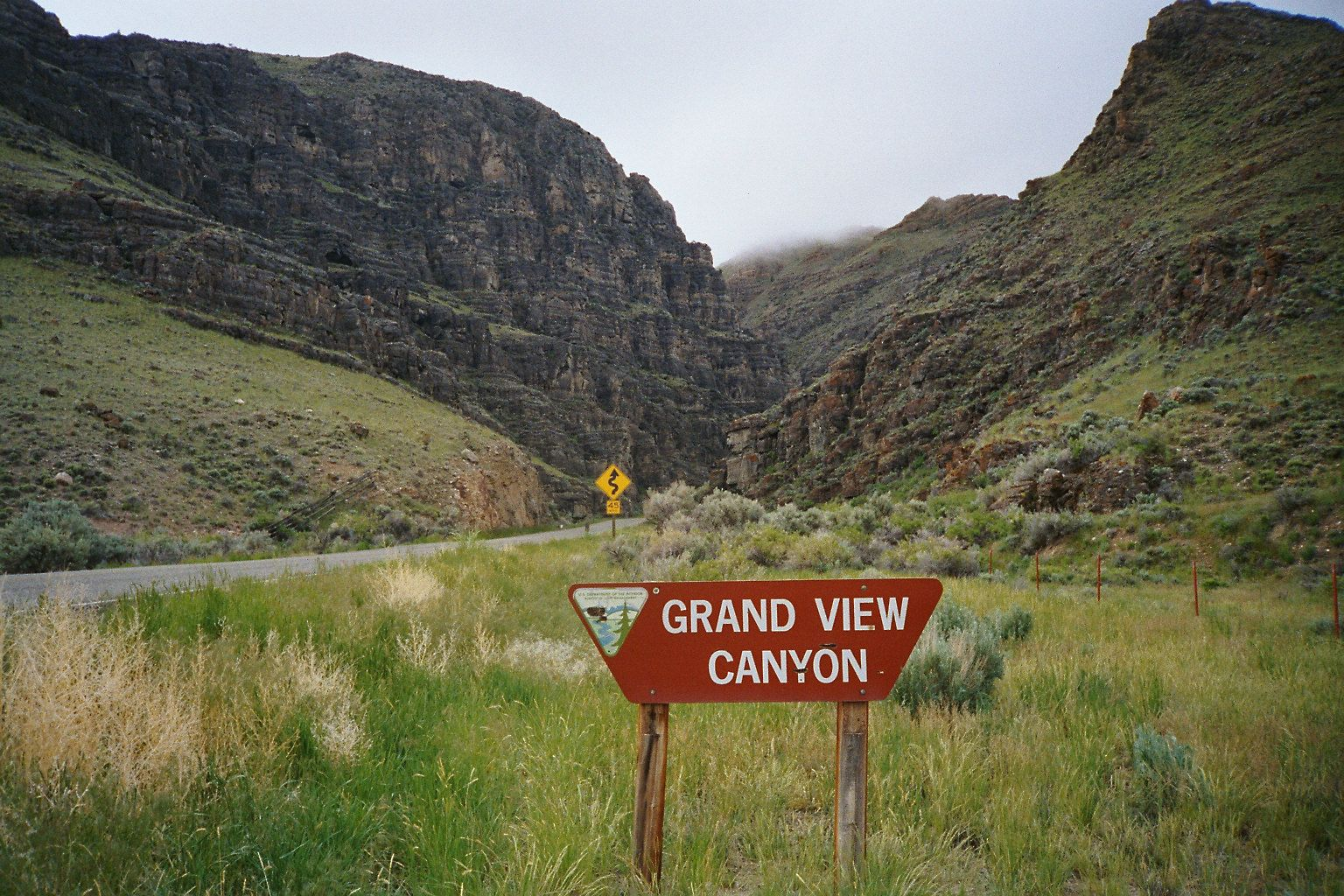
Grand View Canyon (SR93)

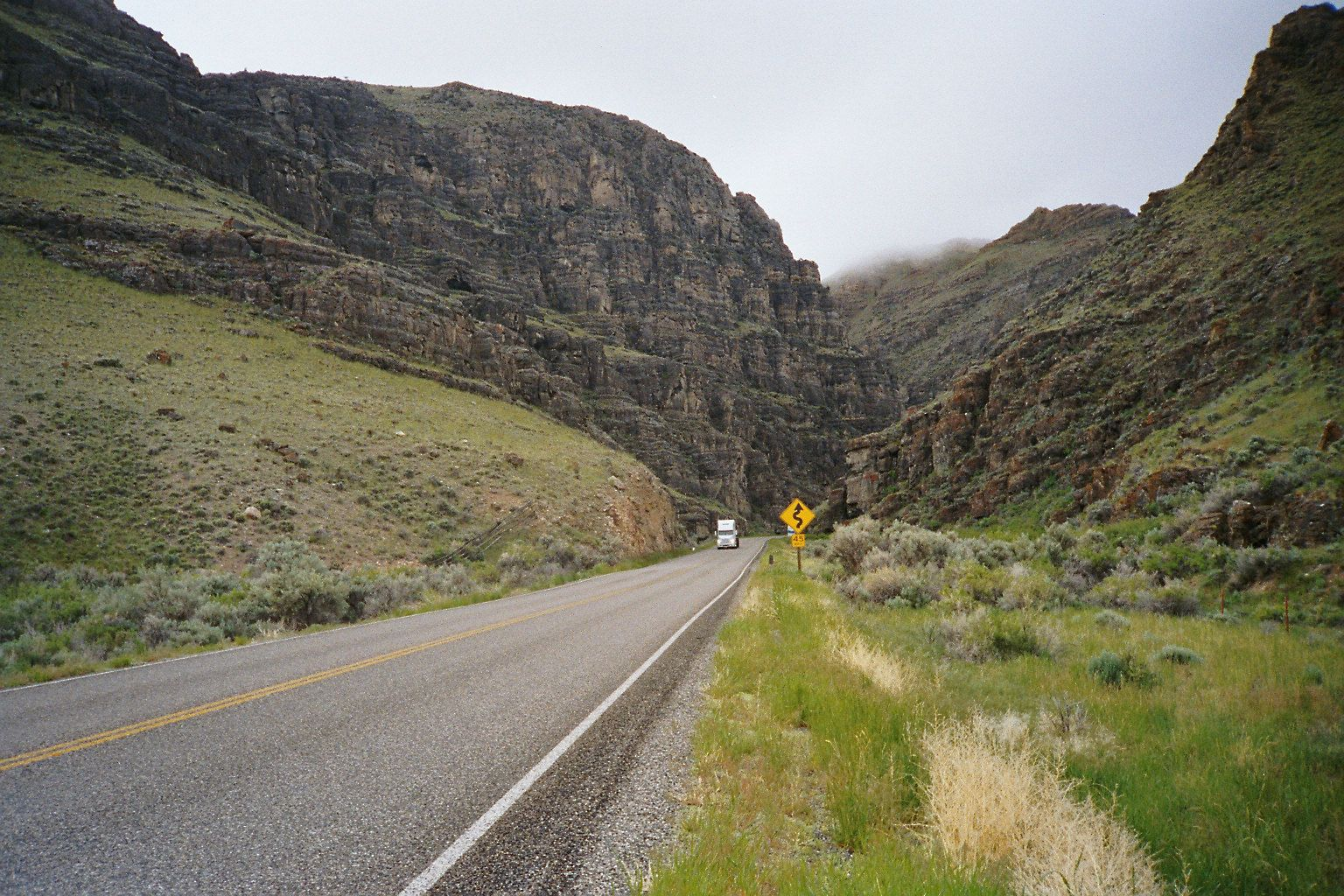
Grand View Canyon mellan Mackey och Challis

- Lemhi County - nord
- Butte County - öst
- Blaine County - syd
- Elmore County - sydväst
- Boise County - sydväst
- Valley County - väst